# 6.5×57毫米毛瑟步枪弹
6.5×57毫米毛瑟步枪弹（国际常设枪械委员会称之为6,5×57）是一种由保罗毛瑟在1893年至1894年开发的，使用无烟火药 、无底缘缩口中央发火式弹壳的步枪子弹。

## 概述
6.5×57mm的毛瑟由毛瑟设计，并于1893年或1894年推出的运动射击子弹，该型子弹是由军用7×57mm毛瑟步枪弹缩小弹头直径改造而来。
6.5×57mm毛瑟步枪弹从未正式服役，但它的设计方式影响了许多6.5mm军用子弹（例如6.5×58mm维格罗步枪弹 ）。 除此之外，由7毫米毛瑟步枪弹改造而来的实验弹还有几例，比如.257罗伯茨，但它们互不兼容。 .256 Gibbs Magnum则是通过将6.5×57mm Mauser的颈部缩小2 mm而创建的。
使用6.5×57毫米毛瑟弹的名人之一当属皮特·皮尔森（Pete Pearson），他使用这种口径的步枪在非洲打猎。通常他使用.577 Nitro Express双筒猎枪来狩猎攻击性动物，但有时他确实使用6.5×57毫米毛瑟（Mauser）来狩猎包括大象在内的大型猎物。

## 6.5×57mmR毛瑟有底缘弹
6.5×57mmR毛瑟弹 （ CIP命名：6,5×57 R） 是6.5×57mm毛瑟的有底缘变体。有缘变体是为撅把式装填的步枪设计的，除了底缘和较低的峰值膛压外，几乎与无缘弹相同。